# Helicolenus mouchezi
Helicolenus mouchezi är en fiskart som först beskrevs av Sauvage, 1875.  Helicolenus mouchezi ingår i släktet Helicolenus och familjen kungsfiskar. Inga underarter finns listade i Catalogue of Life.